# La bastarda
 La bastarda es una película Mexicana/Argentina realizada según el guion de Alfredo Ruanova y dirigida por Emilio Gómez Muriel que tuvo como protagonistas a Isela Vega, Jorge Rivero, Luis Dávila. Tuvo el título alternativo de Basuras humanas.

## Sinopsis
Dos amigos se ven enfrentados por una mujer infernal que aparece en sus vidas.

## Reparto
Intervinieron en el filme los siguientes intérpretes:
- Isela Vega	...	Laura
- Jorge Rivero	...	Mario
- Luis Dávila		...	Antonio
- Marta Bianchi	...	Elena
- Luis Brandoni	...	Motoquero violento
- Aldo Barbero	...	doble de Jorge Rivero
- Betty Solís
- Tito Gómez
- Rodolfo Onetto
- Aída Rubino

## Comentarios
La Prensa escribió:

«Melodrama pasional de gruesos trazos.»

La Razón opinó:

«Los lugares más frecuentados del teleteatro y la novela rosa son recorridos por el film.»

Carlos Morelli en Clarín dijo:

«Visible pretensión de lucro con notas eróticas.»